# Ngaoundéré
Ngaoundéré is de hoofdstad van de regio Adamaoua in Kameroen. De stad is vooral bekend omdat hier het meest noordelijke treinstation van Kameroen ligt. De stad speelt een heel belangrijke functie voor de handel tussen het noorden en het zuiden. De stad heeft ook een luchthaven.
De stad is sinds 1982 de zetel van een rooms-katholiek bisdom.

## Geboren in Ngaoundéré
- Auriol Dongmo (1990), atlete